# Henry Way Kendall
Henry Way Kendall (Boston, 9 de dezembro de 1926 — Wakulla Springs, 15 de fevereiro de 1999) foi um físico estadunidense, ganhou o Prêmio Nobel de Física em 1990 juntamente com Jerome Isaac Friedman e Richard Edward Taylor por suas investigações pioneiras sobre espalhamento inelástico profundo de elétrons em prótons e nêutrons ligados, que foram de importância essencial para o desenvolvimento do modelo de quark na física de partículas.

## Biografia
Kendall nasceu em Boston, filho de Evelyn Way e Henry P. Kendall, um industrial. Kendall cresceu em Sharon, Massachusetts e frequentou a Deerfield Academy. Ele se matriculou na Academia da Marinha Mercante dos Estados Unidos em 1945, e serviu no transporte de tropas no Atlântico Norte no inverno de 1945-1946.
Em 1946, ele se matriculou no Amherst College, onde se formou em matemática, graduando-se em 1950. Enquanto estava em Amherst, ele operou uma empresa de mergulho e salvamento marinho durante dois verões. Ele é co-autor de dois livros, um sobre mergulho em águas rasas e outro sobre fotografia subaquática.
Ele fez pesquisa de pós-graduação no Instituto de Tecnologia de Massachusetts, envolvendo um estudo experimental de positrônio, e obteve seu Ph.D. em 1955. Ele então passou os dois anos seguintes como pós-doutorado no Laboratório Nacional de Brookhaven. Ele então passou cinco anos no grupo de pesquisa de Robert Hofstadter na Universidade de Stanford no final dos anos 1950 e início dos anos 1960, onde trabalhou com Jerome Friedman e Richard Taylor, estudando a estrutura de prótons e nêutrons, usando o acelerador linear de elétrons de 300 pés da universidade. Ele desenvolveu uma estreita relação de trabalho com Wolfgang Panofsky em Stanford.
Kendall ingressou no corpo docente do Departamento de Física do MIT em 1961, onde permaneceu até sua morte em 1999. Ele foi nomeado Julius A. Stratton Professor de Física em 1991.
No final dos anos 1960 e início dos anos 1970, Kendall trabalhou em colaboração com pesquisadores do Stanford Linear Accelerator Center (SLAC), incluindo Friedman e Taylor. Esses experimentos envolveram o espalhamento de feixes de elétrons de alta energia de prótons e deuterons e de núcleos mais pesados. Em energias mais baixas, já havia sido descoberto que os elétrons só seriam espalhados por ângulos baixos, o que é consistente com a ideia de que os núcleons não tinha estrutura interna. No entanto, os experimentos SLAC-MIT mostraram que elétrons de energia mais alta podem ser espalhados por ângulos muito mais altos, com a perda de alguma energia. Esses resultados de espalhamento inelástico profundo forneceram a primeira evidência experimental de que os prótons e nêutrons eram compostos de partículas pontuais, mais tarde identificadas como quarks up e down que haviam sido propostos anteriormente em bases teóricas. Os experimentos também forneceram as primeiras evidências da existência de glúons.
Kendall não era apenas um físico muito talentoso, mas também um montanhista e fotógrafo muito habilidoso. Ele fez extensas escaladas no Vale de Yosemite, seguido por expedições aos Andes, Himalaia e Antártica, fotografando suas experiências com câmeras de grande formato. Foi eleito Fellow da Academia de Artes e Ciências dos Estados Unidos em 1982. Em 7 de abril de 2012, o American Alpine Club introduziu Kendall em seu Hall of Mountaineering Excellence em uma cerimônia de premiação em Golden, Colorado.

## Atividades de serviço
Kendall foi um dos membros fundadores da Union of Concerned Scientists (UCS) em 1969. Ele serviu como presidente da UCS de 1974 até sua morte em 1999. Seus interesses de política pública incluíam evitar a guerra nuclear, a Iniciativa de Defesa Estratégica, o bombardeiro B2, segurança do reator nuclear e aquecimento global.
Ele também foi membro do JASON Defense Advisory Group.

## Prêmios e homenagens
- Membro da Academia de Artes e Ciências dos Estados Unidos, 1982
- Bertrand Russell Society Award, 1982
- Prêmio Nobel de Física, 1990
- Golden Plate Award da American Academy of Achievement, 1993[8]
- Hall of Mountaineering Excellence do American Alpine Club, 2012

## Morte
Kendall morreu enquanto mergulhava na caverna do Parque Estadual Edward Ball Wakulla Springs, Flórida, como parte do Projeto Wakulla 2. Ele ignorou duas listas de verificação pré-mergulho para seu rebreather Cis-Lunar MK-5P Mixed Gas e entrou na bacia da primavera sem seu companheiro de mergulho da National Geographic Society. Kendall deixou de ligar o suprimento de oxigênio para seu respirador, perdeu a consciência e se afogou. A autópsia revelou um problema fisiológico que o levou a desconsiderar os protocolos.